# Hendrik IV van Karinthië
Hendrik IV van Karinthië (circa 1065 – 14 december 1123) uit het huis Spanheim was van 1122 tot aan zijn dood hertog van Karinthië en markgraaf van Verona.

## Levensloop
Hendrik was de oudste zoon van Engelbert I van Spanheim en Hadwig van Saksen, dochter van hertog Bernhard II van Saksen.
Als peetoom had hij Hendrik III van Eppenstein, hertog van Karinthië sinds 1090. Deze stierf in 1122 kinderloos.
Mogelijk op zijn voorspraak benoemde keizer Hendrik V toen Hendrik van Spanheim tot de nieuwe hertog van Karinthië. Net als zijn voorganger was hij een vijand van bisschop Koenraad I van Salzburg.
Het huis Spanheim was voorheen pausgezind, maar had zich dankzij huwelijkspolitiek al met de keizerlijke partij verzoend en na de verwerving van het hertogdom werd dit nog versterkt.
Na een jaar hertog van Karinthië te zijn geweest, stierf Hendrik IV eind 1123. Omdat hij geen nakomelingen had, werd hij opgevolgd door zijn jongere broer Engelbert.